# Andrzej Karpiński (historyk)
Andrzej Karpiński (ur. 18 września 1950 w Gliwicach) – polski historyk, profesor nauk humanistycznych. Pracownik Instytutu Historii PAN i Instytutu Historycznego UW.

## Życiorys
Studia historyczne na Uniwersytecie Warszawskim ukończył w 1973. Doktorat obronił w 1978, a habilitację uzyskał w 1996. Tytuł naukowy profesora otrzymał w 2002.
Specjalizuje się w historii nowożytnej. Pełni funkcje kierownika Studium Doktoranckiego Wydziału Historycznego Uniwersytetu Warszawskiego oraz wiceprezesa Towarzystwa Miłośników Historii.

## Wybrane publikacje
- Pauperes : o mieszkańcach Warszawy XVI i XVII wieku (1983)
- Kobieta w mieście polskim w drugiej połowie XVI i w XVII wieku (1995)
- W walce z niewidzialnym wrogiem : epidemie chorób zakaźnych w Rzeczypospolitej w XVI-XVIII wieku i ich następstwa demograficzne, społeczno-ekonomiczne i polityczne (2000)